# 차트

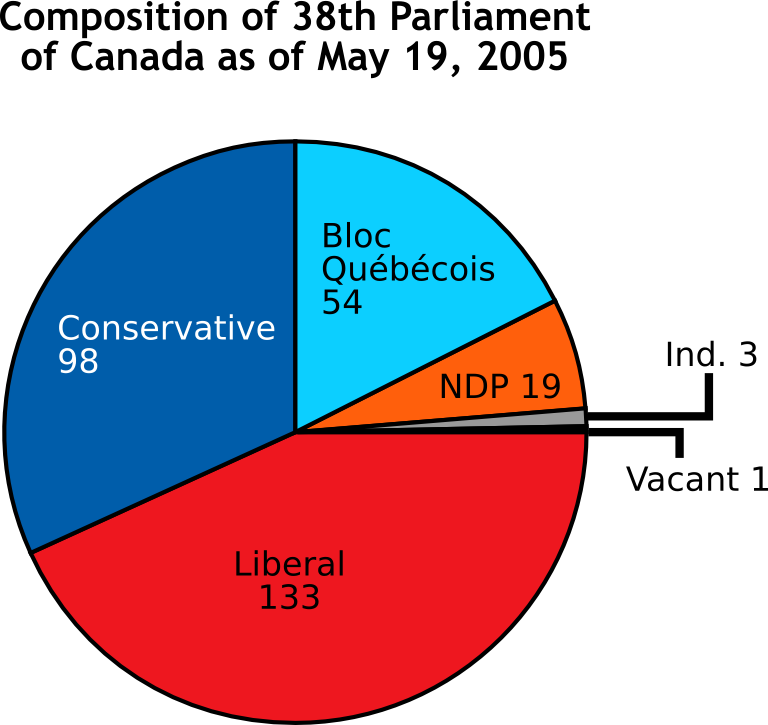
파이 차트의 예

차트(chart)는 데이터를 그래픽으로 표현한 것으로, 그 안의 데이터는 바 차트의 막대, 라인 차트의 선, 파이 차트의 조각과 같은 기호로 나타낸다. 통계도표(統計圖表)라고도 부른다. 차트에 보이는 데이터가 여러 변수를 포함할 때 차트는 범례를 포함할 수 있다.
데이터를 그래픽으로 표현한 "차트"라는 용어에는 여러 가지 의미가 있다.
- 데이터 차트는 일련의 수치 또는 질적 데이터를 구성하고 표현하는 일종의 다이어그램 또는 그래프이다.
- 특정 목적을 위해 추가 정보(지도 둘러싸기)로 장식된 지도는 항해 차트나 항공 차트와 같이 차트라고도 알려져 있으며 일반적으로 여러 지도 시트에 걸쳐 있다.
- 음악 기보법의 코드 차트나 앨범 인기에 대한 레코드 차트와 같은 다른 영역별 구성을 차트라고도 한다.

## 내용
통계도표는 점(點)·선(線)·면적(面積)·기타의 기하학적 도형이나 기호에 의해 통계데이터를 묘사하고 해석하며 분석하기 위해 이용되는 도표이다. 통계표에 정리되어 있는 통계숫자 그것만으로는 거기에 내재(內在)하는 규칙성(規則性) 내지 법칙성, 또는 경향을 파악하는 것이 곤란한 경우가 적지 않다.  그러한 경우 통계표에 주어진 통계숫자를 통계도표에 표현하는 것에 의해 통계데이터를 과학적으로 분석하는 방향을 적절하게 파악하는 것을 가능하게 하고, 또 시각(視覺)에 호소함으로써, 숫자 그 자체보다도 직각적(直覺的)이어서 이해를 용이하게 할 것이다.  통계표는 기본적으로는 양적인 관계를 나타내는 것이나, 변량(變量)의 크기를 비교하는 도표, 시간적으로 변화하는 변량의 도표 등은 기본적인 것이다. 양적 관계의 도표에 있어서 눈금은 기본적인 것이다. 양적 관계의 도표에 있어서 눈금은 기본적인 요소인데 산술(算術)눈금·대수(對數)눈금은 가장 널리 사용되는 것이다.  변량(變量)의 크기를 비교하는 도표는 직선적인 것이나 원형 또는 부채꼴의 것이 사용된다. 직선적인 도표는 직선적인 막대그래프([그림]－1), 히스토그램([그림]－2), 직선적인 기둥그래프 등으로 나뉜다.  또 구성도표(構成圖表)로서는 직선적인 것 또는 원형의 것이 사용된다.  시간적으로 변화하는 변량의 도표로서는 선그래프가 쓰인다. 이는 막대그래프의 여점을 선분(線分)으로 연결한 것이다. 타의 변량에 의존하여 변화하는 변량의 도표로서는 점그래프로서 산포도(散布圖)가 쓰인다.   가령, 가처분소득(可處分所得)에 의존하여 소비지출이 어떻게 변화하는가는 직각좌표(直角座標)를 쓰고 가로축(橫軸)에 소득, 세로축(縱軸)에 소비지출을 눈금으로 정하여, 대응하는 점을 플롯(plot)함으로써 얻은 산포도([그림]－3)으로 그 모양을 파악할 수 있다.  그밖에 면적의 대소에 의해 변량의 크기를 나타내는 면적그래프, 체적의 크기를 쓰는 체적그래프, 대상을 그림으로 나타내 그 크기에 의해 비교하는 그림그래프, 통계데이터를 도표적인 기호에 의해 지리적(地理的)인 계열에 표시하는 통계지도 등이 사용된다.

## 차트의 종류

### 일반적인 차트
4가지 종류의 차트가 일반적으로 쓰인다:

히스토그램
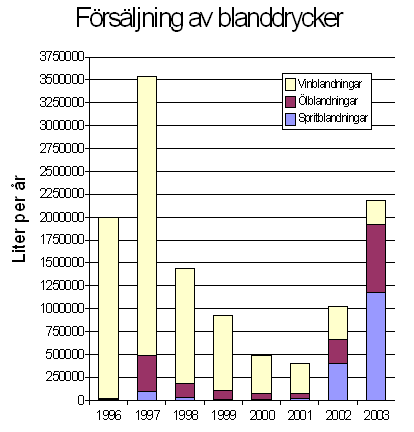
막대그래프(바 차트)
원그래프(파이 차트)
꺾은선그래프(라인 차트)

## 같이 보기
- 다이어그램
- 인포메이션 그래픽

## 참조
1. ↑  Cary Jensen, Loy Anderson (1992). Harvard graphics 3: the complete reference. Osborne McGraw-Hill ISBN 0-07-881749-8 p.413
2. ↑  《글로벌 세계대백과사전》,  〈통계도표〉